# Figulus fulgens
Figulus fulgens es una especie de coleóptero de la familia Lucanidae.

## Distribución geográfica
Habita en las islas Tuvalu.